# Spice 1 (альбом)
Spice 1 — дебютний студійний альбом американського репера Spice 1, виданий лейблом Jive Records 12 травня 1992 р. Виконавчий продюсер: Джорджетт Вілліс. Мастеринг: Том Койн на DMS (Нью-Йорк). Бек-вокал на «In My Neighborhood»: Боббі Б. Росс, Ларрі Д. Девіс.
На «In My Neighborhood», «Welcome to the Ghetto», «187 Proof» та «East Bay Gangster (Reggae)» існують відеокліпи. Камео у «Welcome to the Ghetto»: Річі Річ. Журнал The Source включив платівку до списку «100 найкращих реп-альбомів».

## Список пісень
| #   | Назва                              | Продюсер(и)        | Тривалість |
| --- | ---------------------------------- | ------------------ | ---------- |
| 1.  | «In My Neighborhood»               | Ant Banks          | 3:42       |
| 2.  | «187 Proof»                        | Spice 1            | 3:50       |
| 3.  | «East Bay Gangster (Reggae)»       | CMT, E-A-Ski       | 4:30       |
| 4.  | «Money Gone»                       | Blackjack          | 3:45       |
| 5.  | «1-800-Spice»                      | Ant Banks          | 4:03       |
| 6.  | «Peace to My Nine»                 | Ant Banks, Spice 1 | 4:50       |
| 7.  | «Young Nigga»                      | CMT, E-A-Ski       | 5:00       |
| 8.  | «Welcome to the Ghetto»            | Spice 1            | 4:09       |
| 9.  | «Fucked in the Game»               | Ant Banks          | 4:03       |
| 10. | «Money or Murder»                  | Ant Banks          | 4:26       |
| 11. | «City Streets»                     | Ant Banks          | 4:50       |
| 12. | «1-900 Spice»                      | Ant Banks          | 1:33       |
| 13. | «Break Yourself» (з участю MC Ant) | Ant Banks          | 4:10       |
| 14. | «187 Pure»                         | CMT, E-A-Ski       | 3:38       |

## Семпли
Welcome to the Ghetto
- «Inner City Blues (Make Me Wanna Holler)» у вик. Марвіна Ґея
- «No One's Gonna Love You» у вик. The S.O.S. Band

187 Pure
- «Take Me to the Mardi Gras» у вик. Боба Джеймса

City Streets
- «Whatcha See Is Whatcha Get» у вик. The Dramatics

Fucked in the Game
- «Make Me Believe in You» у вик. Кертіса Мейфілда

In My Neighborhood
- «Reach for It» у вик. Джорджа Д'юка

Money Gone
- «Time for a Change» у вик. Мела Брауна

Money or Murder
- «Joy» у вик. Айзека Гейза

Peace to My Nine
- «One Nation Under a Groove» у вик. Funkadelic

Young Nigga
- «Mothership Connection (Star Child)» у вик. Parliament
- «Us» у вик. Ice Cube

Буклет містить коментар від Джорджа Клінтона. За його словами, гурт не поділяє думок Spice 1. Вони дозволили використати семпл у «Peace to My Nine» лише через ідеї, висловлені в «Mothership Connection (Star Child)».

## Чартові позиції
Альбому
| Чарт (1992)               | Найвища позиція |
| ------------------------- | --------------- |
| США                       | 82              |
| US Top Heatseekers        | 1               |
| US Top R&B/Hip-Hop Albums | 14              |

Синглів
| Пісня                   | Чарт (1992)              | Найвища позиція |
| ----------------------- | ------------------------ | --------------- |
| «Welcome to the Ghetto» | US Hot R&B/Hip-Hop Songs | 39              |
| «Welcome to the Ghetto» | US Rap Songs             | 5               |